# Boonville (Carolina do Norte)
Boonville é uma cidade  localizada no estado norte-americano da Carolina do Norte, no Condado de Yadkin.

## Demografia
Segundo o censo norte-americano de 2000, a sua população era de 1138 habitantes. 
Em 2006, foi estimada uma população de 1122, um decréscimo de 16 (-1.4%).

## Geografia
De acordo com o United States Census Bureau tem uma área de 
3,3 km², dos quais 3,3 km² cobertos por terra e 0,0 km² cobertos por água.

## Localidades na vizinhança
O diagrama seguinte representa as localidades num raio de 16 km ao redor de Boonville. 